# Mahara (Vorname)
Mahara ist ein männlicher und weiblicher Vorname, der aus Neuseeland stammt. Er kommt aus der Sprache der Maori und bedeutet „Gedanke“.

## Bekannte Namensträger
- Mahara McKay (* 1981), Miss Schweiz 2000
- Mahara Okeroa (* 1946), neuseeländischer Politiker